# Quasipaa yei
Quasipaa yei es una especie  de anfibio anuro de la familia Dicroglossidae. Solo se ha encontrado en una zona cercana a la ciudad de Jiyuan, en la provincia de Henan (China).